# Kentarō Kawatsu
Kentarō Kawatsu (河津 憲太郎?, Kawatsu Kentarō; Hiroshima, 26 settembre 1914 – 23 marzo 1970) è stato un nuotatore giapponese.
Specializzato nel dorso ha vinto la medaglia di bronzo nei 100 m alle Olimpiadi di Los Angeles 1932.

## Palmarès
- Olimpiadi
  - Los Angeles 1932: bronzo nei 100 m dorso.